# Jelbeszéd (album)
A Jelbeszéd című lemez Koncz Zsuzsa ötödik magyar nyelvű nagylemeze.
Ez az utolsó lemez, ami az Illés-együttes közreműködésével készült (a lemez első megjelenésekor az Illés-együttes már feloszlott).
Ez az egyetlen Koncz Zsuzsa önálló lemez, amin a KITT-egylet szerepel (Koncz Zsuzsa–Illés–Tolcsvay-trió).  Az album a közhiedelem ellenére megjelent és kikerült az üzletekbe is. A lemezből már ötvenezer példányt eladtak, amikor politikai indokok hatására a további kiadását felfüggesztették és a raktáron lévőket bezúzták. Tíz évvel később, 1983-ban az albumot újra megjelentették.

## Az album dalai
1. Ki mondta (Szörényi Levente-Bródy János) – 4:10
2. Kertész leszek (Bródy János-József Attila) – 4:20
3. Jelbeszéd (Illés Lajos-Bródy János) – 3:02
4. Ha én rózsa volnék (Bródy János) – 4:19
5. Ne kérdezd (Szörényi Szabolcs-Bródy János) – 3:14
6. Egy fiatal költő emlékére (Illés Lajos-Bródy János) – 3:40
7. Hé, mama (Szörényi Szabolcs-Bródy János) – 2:50
8. Mit tegyen egy kisleány (Bródy János) – 3:59
9. Hol zöldell a rét (Tolcsvay László-Tolcsvay Béla) – 2:59
10. Szólj, ha meguntad (Tolcsvay László-Tolcsvay Béla) – 3:11
11. Nem ver meg engem az Isten (Bródy János-Petőfi Sándor) – 2:50
12. Új dal (Tolcsvay László-Tolcsvay Béla) 2:57

## Közreműködők
- Illés-együttes
- Czipó Tibor gitár, ének
- Móricz Mihály elektromos gitár, ének
- Németh Oszkár dob
- Tolcsvay Béla akusztikus gitár, ének
- Tolcsvay László – akusztikus gitár, szintetizátor, ének
- Bódy Magdi, Herczku Annamária, Várszegi Éva – ének

## Külső hivatkozások
- Információk a Hungaroton lapján
- Információk Koncz Zsuzsa honlapján